# Jasraj
Pandit (maître) Jasraj, né le 28 janvier 1930 à Hisar et mort le 17 août 2020 dans le New Jersey, est un chanteur classique indien, l'un des maîtres de la musique hindoustanie.

## Biographie

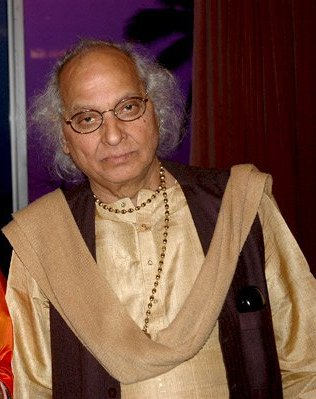
Pandit Jasraj en 2007.

Alors qu'il a une formation initiale de joueur de tablâ, il décide de chanter à quatorze ans.
Sa carrière dure durant 75 ans, et lui vaut une renommée nationale et internationale. En 1946, il s'installe à Calcutta. Il y chante notamment le répertoire classique indien à la radio . En 1963, il part pour Bombay, d’où il conduit la suite de sa carrière jusqu'à la fin de sa vie, menant des concerts, des enregistrements d’albums et de l'enseignement (en Inde, mais aussi aux Etats-Unis, au Canada, en Europe). Outre le chant khyal, un style classique indien, il interprète également d’autres formes de répertoire, dont le thumri, un genre semi-classique, au romantisme envoûtant, ou le bhajan, un chant dévotionnel. Au-delà de ses récitals (dont le premier en France au Théâtre de la ville à Paris était en 1996), il a chanté également sur des bandes originales de films de Bollywood et sur celle, par exemple, de L'Odyssée de Pi, du réalisateur taïwanais Ang Lee. 
Il a été le doyen de la Mewati gharânâ (école Mewati, une école de pensée de la musique classique hindouiste). Il jouait également du swarmandal. Il est mort aux États-Unis, où il séjournait depuis mars 2020, conduit à y rester par l'interruption des vols internationaux en raison de la pandémie de Covid-19.